# Климук, Пётр Ильич
Пётр Ильи́ч Климу́к (бел. Пётр Ільіч Клімук; род. 10 июля 1942 года, в деревне Комаровка, Брестской области) — советский космонавт, дважды Герой Советского Союза (1973, 1975), генерал-полковник (1998).
Доктор технических наук (2000), профессор. Почётный член Национальной академии наук Белоруссии (2017).
Лауреат Государственной премии СССР (1978) и Российской Федерации (2002).

## Биография
Родился в деревне Комаровка, Брестской области Белорусской ССР (ныне — Беларусь).
Первые годы жизни прошли в оккупации. Детские и школьные годы провёл в родной деревне.
В 1959 году окончил среднюю школу и поступил в Кременчугскую школу первоначального обучения лётчиков, а затем стал курсантом Черниговского высшего военного училища лётчиков имени Ленинского комсомола. В 1964 году окончил его с отличием. Затем служил в авиационных частях Советской Армии. Член КПСС с 1963 года.
Зачислен в отряд космонавтов в 1965 году (3-й набор ВВС). Прошёл полный курс общекосмической подготовки и подготовки к космическим полётам на кораблях типа «Союз» и орбитальных станциях типа «Салют». Совершил три космических полёта в качестве командира экипажа. Первый космический полёт совершил с 18 по 26 декабря 1973 года вместе с бортинженером В. В. Лебедевым на космическом корабле «Союз-13». Продолжительность полёта составила 7 дней 20 часов 55 минут 35 секунд. До полёта Ю. Романенко был самым молодым (по дате рождения) из слетавших в космос.
В январе 1975 года входил в состав резервного экипажа космического корабля «Союз-17». В апреле 1975 года был дублёром командира корабля при неудачном старте корабля «Союз-18-1». Свой второй полёт в космос совершил с 24 мая по 26 июля 1975 года совместно с бортинженером В. И. Севастьяновым на космическом корабле «Союз-18-2» к орбитальной станции «Салют-4». Продолжительность пребывания в космосе составила 62 дня 23 часа 20 минут 8 секунд. В дальнейшем проходил подготовку к полётам по программе «Интеркосмос».
Свой третий полёт в космос совершил с 27 июня по 5 июля 1978 года в качестве командира международного экипажа совместно с космонавтом-исследователем, гражданином Польской Народной Республики М. Гермашевским на космическом корабле «Союз-30» к орбитальной станции «Салют-6» для совместной работы с её экипажем — В. В. Ковалёнком и А. С. Иванченковым. Продолжительность пребывания в космосе составила 7 дней 22 часа 2 минуты 59 секунд.
Всего за 3 полёта в космос налетал 78 дней 18 часов 18 минут 42 секунды.
Статистика
| # | Стартовый корабль | Старт, UTC        | Экспедиция       | Корабль посадки | Посадка, UTC      | Налёт                      | Выходы в открытый космос | Время в открытом космосе |
| - | ----------------- | ----------------- | ---------------- | --------------- | ----------------- | -------------------------- | ------------------------ | ------------------------ |
| 1 | Союз-13           | 18.12.1973, 11:55 | Союз 13          | Союз 13         | 26.12.1973, 08:50 | 07 суток 20 часов 55 минут | 0                        | 0                        |
| 2 | Союз-18           | 24.05.1975, 14:58 | Союз 18, Салют-4 | Союз 18         | 26.07.1975, 14:18 | 62 суток 23 часа 20 минут  | 0                        | 0                        |
| 3 | Союз-30           | 27.06.1978, 15:27 | Союз 30, Салют-6 | Союз 30         | 05.07.1978, 13:30 | 07 суток 22 часа 02 минуты | 0                        | 0                        |
|   |                   |                   |                  |                 |                   | 78 суток 18 часов 17 минут | 0                        | 0                        |

С 30 марта 1976 года — заместитель командира отряда космонавтов ЦПК по политической части. В 1977 году заочно окончил Военно-воздушную академию имени Ю. А. Гагарина. С 24 января 1978 — заместитель начальника ЦПК — начальник политотдела Центра. В 1983 году заочно окончил Военно-политическую академию В. И. Ленина. 3 апреля 1991 года в связи с расформированием политорганов в армии переведён на должность начальника военно-политического отдела, заместителя начальника ЦПК. С 12 сентября 1991 по сентябрь 2003 — начальник Центра подготовки космонавтов имени Ю. А. Гагарина.
Кандидат технических наук (1995). Действительный член Российской академии космонавтики имени К. Э. Циолковского, академик Международной академии информатики, член-корреспондент Международной академии астронавтики.
- Депутат Верховного Совета СССР 10-го созыва.
- Народный депутат СССР (1989—1991).
- Выдвигался в Госдуму от блока ПВР и РПЖ.

## Признание заслуг
- В агрогородке Томашовка (расположен недалеко от деревни Комаровка) Брестского района Брестской области Беларуси создан Музей космонавтики при местной школе, один из залов которого посвящён П. И. Климуку, который учился в ГУО «Средняя школа д. Томашовка»[6];
- Бюст П. И. Климука, открытый в 2000 году в Томашовке[7]; Скульптор — И. Миско;
- Имя П. И. Климука носит средняя школа в Томашовке[8]; Создана пионерская дружина имени Петра Климука; На здании школы установлена посвящённая Герою табличка. Также его имя носит средняя школа №4 города Щёлково[9].
- Памятник в Бресте;  Историко-культурная ценность Республики Беларусь, шифр 112Ж000012
- Барельеф-портрет П. И. Климука размещён на памятном знаке «Белорусам — Героям космоса» на ул. Космонавтов в Минске[10].
- Имя П. И. Климука носят одни из улиц в аг. Томашовке, аг. Куритичи, д. Липники, д. Плоскинь, д. Свирдуни, д. Ужанка, г. Рогачёв, г. Берёза и др.

## Воинские звания
- Лейтенант (26 октября 1964).
- Старший лейтенант (10 марта 1967);
- Капитан (25 декабря 1968);
- Майор (30 июля 1971);
- Подполковник (28 декабря 1973);
- Полковник (26 июля 1975);
- Генерал-майор авиации (7 июля 1978);
- Генерал-лейтенант авиации (8 июля 1992);
- Генерал-полковник авиации (23 февраля 1998).

## Награды
- Дважды Герой Советского Союза (28 декабря 1973, 27 июля 1975);
- Орден «За заслуги перед Отечеством» III степени (2 марта 2000) — за большие заслуги перед государством в развитии отечественной пилотируемой космонавтики[11];
- Орден «За заслуги перед Отечеством» IV степени (9 апреля 1996);
- Орден Почёта (15 июля 2022) — за активную общественную деятельность по социальной поддержке ветеранов и патриотическому воспитанию молодёжи[12];
- Три ордена Ленина (28 декабря 1973, 27 июля 1975, 5 июля 1978);
- Орден «За службу Родине в Вооружённых Силах СССР» III степени (17 февраля 1984);
- Медаль «За заслуги в освоении космоса» (12 апреля 2011) — за большие заслуги в области исследования, освоения и использования космического пространства, многолетнюю добросовестную работу, активную общественную деятельность[13];
- Орден «За службу Родине» II степени (Белоруссия, 15 июля 2002) — за заслуги в развитии и укреплении научно-технического и военного сотрудничества между Республикой Беларусь и Российской Федерацией[14];
- Орден Дружбы народов (Белоруссия, 16 июля 2007) — за значительный личный вклад в укрепление дружественных отношений и сотрудничества между Республикой Беларусь и Российской Федерацией[15];
- Орден «Крест Грюнвальда» I степени (ПНР, 1978);
- Орден Благородства (Казахстан, 1995);
- Офицер ордена Почётного легиона (Франция, 2004);
- Две медали «Братство по оружию» (ПНР);
- Медаль «За укрепление дружбы по оружию» I степени (ЧССР);
- Медаль «100-летие падения Османского ига» (НРБ);
- Медаль «От благодарного афганского народа» (1988);
- Государственная премия Российской Федерации (2002) — за работу «Управление движением при сенсорных нарушениях в условиях микрогравитации и информационное обеспечение максимального контроля качества визуальной стабилизации космических объектов»;
- Государственная премия СССР (1978) — за цикл работ по медицинскому обоснованию и внедрению комплекса методов и средств профилактики неблагоприятного влияния невесомости на организм человека, обеспечивших возможность осуществления длительных пилотируемых космических полётов;
- Премия Ленинского комсомола (1978) — за сценарий документального фильма «Обычный космос»;
- Премия Союзного государства в области литературы и искусства за 2021—2022 годы (2022)[16];
- Знак Преподобного Сергия Радонежского (Московская область, Россия, 2017)[17];
- В 2013 году стал Почётным гражданином Кременчуга;
- Почётный гражданин Чернигова[18];
- Почётный знак ВЛКСМ;
- Памятная медаль «50 лет космонавтике» (КПРФ, 2011)[19].

## Семья
- Мать — Марфа Павловна (1912—1993), колхозница.
- Отец — Илья Фёдорович (1909—1944), до Великой Отечественной войны заместитель председателя колхоза «Советский пограничник»; с июня 1941 года в партизанах, в 1944 году, после освобождения Белоруссии, ушёл на фронт, погиб в 1944 году при освобождении г. Радома (Польша).
- Отчим — Михаил Васильевич Морозов (1914—1988), слесарь на железной дороге.
- Сестра — Антонина Ильинична Лущай (Климук) (род. 1933), бывший завуч санаторной лесной школы.
- Сестра — Нина Ильинична Житенец (Климук)[20] (род. 1935), бывший работник железной дороги.
- Жена — Лилия Владимировна Климук (Терентьева) (род. 1941), бывший провизор в ЦПК имени Ю. А. Гагарина.
- Сын — полковник Михаил Петрович Климук, атташе по вопросам обороны, военно-воздушный атташе посольства Российской Федерации в Бельгии, затем Великобритании (по состоянию на август 2012 года)[21]. Военный атташе посольства Российской федерации в Нидерландах.
- Внуки — Сергей и Андрей.

## Публикации
- Клімук П. Зоры — побач. Кніга аднаго палёту / П. Клімук. — Мінск : Мастацкая літаратура, 1977. — 316 с.
- Климук П. И. Рядом со звёздами: Книга одного полёта. — М.: Молодая гвардия, 1979. — 224 ,[32] с. — (Люди и космос). — 100 000 экз.